# Примус Александријски
Патријарх Примус (Апримос), био је пети патријарх и поглавар (папа) Александријске патријаршије. Он је крстио Светог Марка Јеванђелисту. Био је један од тројице рукоположених свештеника од стране Светог Марка, заједно са владиком Анијаном Александријским, другим патријархом. Патријарх Примус је био аскета, побожан човек, и испуњен добрим делима. Рукоположен је на апостолску столицу 22. дана месеца паоне (коптски календар) (16. јун, 106.). Током његовог мандата црква је била у миру и спокоју. Канонизован је у коптском Синакариону 3. дана месеца месре, у петој години владавине принца Хадријана.